# محمية نهر عمرو
المناظر الطبيعية المحمية لنهر عمرو هي مناطق طبيعية محمية تقع في مقاطعة أورورا في شرق وسط لوزون في دولة الفلبين . يتم المحافظة على مصدر المياه الأساسي للزراعة وتوليد الطاقة والاستهلاك المحلي لمجتمعات أوروران الشمالية النائية على ساحل المحيط الهادئ . تم إنشاء المنطقة لأول مرة في عام 1990 كمحمية غابات مستجمعات المياه في نهر عمرو لحماية وصيانة وتحسين إنتاجية المياه لنهر عمرو. في عام 2000 ، أعيد تصنيف محمية الغابات كمنطقة محمية بموجب النظام الوطني للمناطق المحمية المتكاملة مع سن الإعلان رقم 274 من قبل الرئيس جوزيف إسترادا . إن هذه المحمية الطبيعية واحدة من خمس مناطق محمية معلنة في الفلبين في أورورا.

## الوصف
تغطي المناظر الطبيعية المحمية لنهر عمرو مساحة 6,471.08 هكتار (15,990.4 أكر) في بلديات أوروران الشمالية. النهر هو ثالث أكبر منطقة مستجمعات مائية في أورورا.

## الحيوانات البرية
من المعروف أن المتنزه يسكنه أنواع متنوعة من الحيوانات البرية على سبيل المثال ورل الماء الاسيوي.